# Đảng Hành động Nhân dân (Romania)
Hành động Nhân dân (tiếng Romania: Acţiunea Populară) là một đảng chính trị nhỏ cánh hữu Romania, được thành lập và lãnh đạo bởi cựu Tổng thống Emil Constantinescu. Đảng không có ghế trong Nghị viện Romania cũng như trong Nghị viện châu Âu  nên đã sáp nhập vào Đảng Tự do Quốc gia vào tháng 4 năm 2008.